# 久蔵村
久蔵村（くぞうむら）は、かつて栃木県上都賀郡にあった村。

## 地理
アクセスは徒歩のみ。久蔵沢の水源は半月山である。

## 歴史
明治時代初期に足尾銅山で起こった足尾鉱毒事件によって、松木村や仁田元村とともに廃村（廃集落）となった。1889年（明治22年）の町村制施行以前に廃村となっている。現在は「日光市足尾町久蔵渓谷」である。